# ماری سارینن
ماری سارینن (انگلیسی: Mari Saarinen؛ زادهٔ ۳۰ ژوئیهٔ ۱۹۸۱) بازیکن هاکی روی یخ اهل فنلاند است.